# Ковалинський Михайло Іванович
Ковалинський (Коваленський) Михайло Іванович (27 лютого 1745 — 18 червня 1807) — просвітницький діяч, рязанський губернатор (1796—1800), генерал-майор, таємний радник. Автор кількох од на славу Катерини II і Потьомкіна. Відомий також як найближчий друг, учень і перший біограф мандрівного філософа Григорія Сковороди. Збереглося близько 80 листів Сковороди до Ковалинського.

## Біографія
Михайло Ковалинський народився 27 лютого (за старим стилем 16 лютого) 1745 року в сім'ї протоієрея Іоанна Ковалинського в Олексіївській фортеці, на території Харківського слобідського козацького полку (СЛКВ). Родоначальником дворян Ковалинських (Коваленських) був польський ловчий Станіслав Ковалинський, який прийняв православ'я. У родині протоієрея Іоанна Ковалинського було четверо синів: обер-криґс-комісар Іван, надвірний радник Григорій, дійсний статський радник Петро і генерал-майор Михайло.
Освіту Михайло Ковалинський отримав разом з братом Григорієм в Харківському колегіумі, після закінчення якого, викладав в ньому поетику в 1766—1769 роках. Його другом і наставником в цей період стає знаменитий філософ Г. С. Сковорода, який залишив всі свої праці Михайлу перед смертю.
У 1769 році Михайло Ковалинський переїхав до Петербурга, де в 1770—1775 роках виховував дітей колишнього гетьмана Запорізького Війська, графа К. Г. Розумовського. Під час подорожі з А. К. Розумовським по Європі (1772—1775) Ковалинський завершив свою освіту в Страсбурзькому університеті. Після повернення в Петербург служив прокурором Військової колегії.
В середині 1780-х рр. — правитель канцелярії князя Г. О. Потьомкіна. З 5 грудня 1775 року член Вільних Російських зборів при Московському університеті. Секунд-майор М. І. Ковалинський з 8 січня 1778 по 15 червня 1779 року був Головним наглядачем Московського Виховного будинку.
З 1793 року — генерал-майор. В цьому ж році був звільнений зі служби «за злодійство і грабіж». Однак, за клопотанням секретаря імператриці Катерини II A. M. Грибовського в березні 1797 був  призначений таємним радником і рязанським губернатором, звідки був звільнений у відставку Павлом I в 1800 році. Це призначення викликало обурення графа Ф. В. Ростопчина.
У 1801 році Олександр I призначив Ковалинського куратором Московського університету (можливо, за клопотанням свого друга Г. Р. Державіна). Синові в Рязань Ковалинський повідомляв: «Я писав тобі перед цим, що ми поїдемо вояжувати і разом будемо вчитися — ось Бог і послав нам шлях, і місце, де джерело всіх навчань, і де процвітає розум». Ковалинський прибув до Москви і його урочисто зустрів університет, але в подальшому зіткнувся з заплутаністю університетського управління і інтригами (ставши після свого призначення вже четвертим з діючих кураторів). 21 листопада 1803 року у зв'язку з університетською реформою разом з іншими кураторами та директором Московського університету звільнений у відставку.Жив в Москві, де і помер 6 (18) червня 1807 року. Похований в Симоновім монастирі.

## Ковалинський в Рязані
Управління Михайла Івановича Рязанською губернією майже повністю припало на час правління Павла I, який ліквідував намісництво і посади генерал-губернаторів. З цього моменту всі російські губернії стали підпорядковуватися безпосередньо імператорові.
З метою економії Павло I наказав скоротити губернські штати — результатом вказівки стала ліквідація в Рязанській губернії Данковського, Єгорівського і Спаського повітів. Їх міста були переведені в ряд «заштатних».
Наприкінці 1796 року було ліквідовано губернські станові суди, а палати цивільного та кримінального суду об'єднані в єдину палату «суду і розправи». Потім був ліквідований і приказ громадського піклування. У 1797 році вперше було створено заклад охорони здоров'я — губернська лікарська управа. З іменем Ковалинського було пов'язано придушення бунту майстрових на заводі Хлєбнікова в 1797 році.
З 1798 практично повністю було скасовано міське самоврядування — заборонені дворянські вибори, міське станове управління було об'єднано з органами поліції. У містах з'явилися ратгаузи, які об'єднали під своєю владою всі адміністративно-поліцейські, фінансово-господарські і судові функції в містах. Через рік стали створюватися військово-поліцейські органи — ордонанасгаузи на чолі з комендантами.
У 1797 році введена нова система управління державними селянами. У російських губерніях з'явилися станові органи селянського самоврядування — сільські товариства і волості. Селяни тепер могли самостійно вибирати на сільських і волосних зборах старшин і його помічників: старост, збирачів податків, сотників і десятників. У Рязанській губернії таких волостей було 38, які налічують загальним числом близько 6000 селянських душ. Крім того, були утворені 3 спеціальні волості, що входили в Скопинський державний кіннозаводський округ.
При Ковалинському в 1795 році була також проведена п'ята ревізія населення.

## Твори
Серія урочистих од на честь імператриці Катерини II
Переклад з французької книги д'Аламбера — «Записки Христини, королеви шведської» (1774).
«Життя Григорія Сковороди» — значна літературна і побутова пам'ятка свого часу, яка входила до складу масонської збірки «Дзеркало світу».
Ще в рукописі твором Ковалинського про Сковороду користувалися І. М. Снєгірьов в «Вітчизняних записках» (1823), архімандрит Гавриїл в «Історії російської філософії» (1840), Аскоченський в «Київських Губернских Відомостях» (1855) і Г. П. Данилевський в життєписі Сковороди. «Житіє» було видано в «Киевской Старине» в 1886 і вдруге, в 1894, харківським історико-філологічним товариством, при зібранні творів Г. С. Сковороди.

## Нащадки
У 1778 році одружився з Надією Михайлівною Мезньовою (нар. в 1758—?), з дворян, внесених в родовідну книгу Московської губернії.
Нащадки Ковалинського по чоловічій лінії аж до 1883 року володіли маєтком в Ряжському повіті Рязанської губернії. Один з них, відставний поручик І. П. Ковалинський в 1903 році передав в дар дворянству Рязанської і Катеринославської губерній свої маєтки для установи чотирьох стипендій у військово-навчальних закладах кожної губернії. Передбачалося, що накопичена до 1953 року за 50 років сума, дасть можливість відкрити навчальні заклади для дітей бідних дворян цих губерній. Інша гілка його потомства володіла підмосковним селом Дєдово; до цієї лінії належить мати поета С. М. Соловйова, який перебував під сильним впливом Сковороди.